# Золочівський район (Харківська область)
Золочівський райо́н — колишній район Харківської області в Україні з районним центром у селищі міського типу Золочів. На 1 лютого 2012 року населення району становило 27 221 особа.

## Географічне розташування
Золочівський район був розташований на північному заході Харківської області. На сході і півдні межував з Дергачівським районом, на заході — з Богодухівським, на північному заході — з Великописарівським районом Сумської області, на півночі — з Грайворонським та Борисовським районами Бєлгородської області Російської Федерації. 
Площа району 968,6 км², що становить 3,1 % території області. Протяжність державного кордону 26,4 км.
Територією району протікає кілька річок, серед них найбільшими є: Уда, Мерла, Рогозянка та Грайворонка, Лопань, Лозова. Крім того, у районі розташоване Рогозянське водосховище та багато невеликих ставків.

## Клімат
Район розташований у лісостеповій зоні. Клімат — помірно-континентальний. Середньорічні температури: літня +20 °C С, зимова −8 °C. Середня кількість опадів — 492 мм.

### Історія

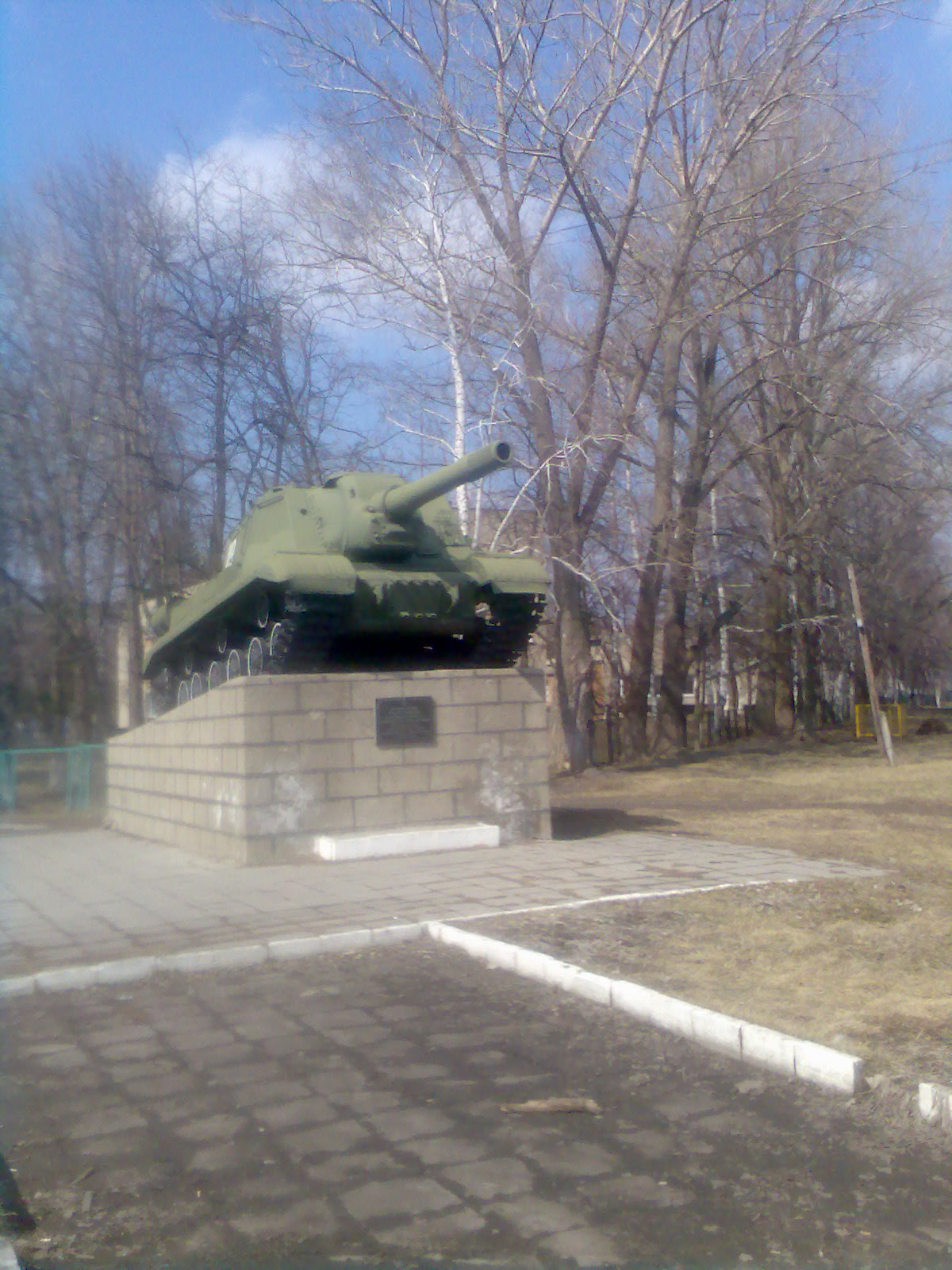
Танк встановлений на честь воїнам-танкістам 18 танкового корпусу 5 гвардійської танкової армії, що віддали свої життя за визволення селища Золочів від німецько-фашистських загарбників в серпні 1943 року.

Восени 1941 року Золочівщина стала ареною жорстоких боїв. 10 тисяч золочівців пішли на фронти війни і воювали в лавах Радянської армії та партизанських загонах. Не повернулися додому близько 5 тисяч чоловік.
22 жовтня 1941 року, під тиском переважаючих сил ворога, радянські війська залишили Золочів. А вже через два дні в селищі розгорнув свою роботу підпільний райком партії. Комсомольці поширювали листівки, проводили бесіди з селянами, разом з підпільниками-комуністами знищували поліцаїв та гітлерівців.
Окупація Золочіва тривала 2 роки. В ніч на 6 серпня 1943 року війська 18-го танкового корпусу та 42-ї гвардійської стрілецької дивізії здійснили 30-кілометровий кидок й увірвалися в Золочів після тривалого бою. Над ранок 8 серпня 1943 року над визволеним селищем знову замайорів червоний прапор.

### 1944—1991 роки
За післявоєнні роки відбулися зміни в економіці й сільському господарстві району. Важливим етапом колгоспного будівництва було укрупнення артілей у 1950–1953 роках. Замість 11 колгоспів у селищі було організовано 4 великі багатогалузеві господарства. Найбільше господарство селища — колгосп імені Кірова. Створений у 1929 році, він за післявоєнні роки став економічно міцним, багатогалузевим господарством. У 1957–1958 роках колгосп був учасником Всесоюзної сільськогосподарської виставки і одержав диплом 1-го ступеня. 11 передовиків виробництва було нагороджено золотими і срібними медалями ВДНГ. Чистий прибуток колгоспу у 1963 році становив 572 тисячі карбованців, у 1965 році — 1 млн.65 тисяч карбованців. Неподільні фонди за один тільки 1964 рік збільшилися на 110 тисяч карбованців. Протягом чверті століття колгосп очолював Герой Соціалістичної Праці С. Кравченко.
Повоєнні роки позначені великим будівництвом у Золочеві та селах району. Тільки в райцентрі було побудовано районний будинок культури, районну лікарню, середню школу, будинок піонерів, будинок ДТСААФ, два універмаги, будинок побуту, комбінат громадського харчування, багато магазинів і житла.
В селі Івашки було збудовано Івашківську птахофабрику, де щороку одержували до 100 млн шт. яєць. В Івашках тоді спорудили також житловий комплекс, школу, будинок культури, універмаг. Помітною подією в ті роки було й спорудження Рогозянського водосховища площею в 500 га для зрошення 5 тис. га землі у Золочівському та Дергачівському районах. В посушливі роки це дозволяло на поливі одержувати гарантовані врожаї зеленої маси багаторічних трав, овочів, картоплі.
Поступово здійснювалася й телефонізація району. В 80-90 роках було збудовано районний будинок зв'язку з новою АТС. В кінці 80-х на Золочівщині діяло 24 АТС.

## Адміністративно-територіальний поділ
В адміністративно-територіальному відношенні район був поділений на 1 селищну раду та 13 сільських рад, які об'єднують 73 населені пункти та підпорядковані Золочівській районній раді.

### Місцеві ради Золочівського району
| Рада                              | Населення | Дата утворення | Селищ міського типу | Селищ сільського типу | Сіл |
| Золочівська селищна рада          | 13 129    | 1923           | 1                   | -                     | 9   |
| Великорогозянська сільська рада   | 1 394     | 1921           | -                   | -                     | 3   |
| Гур'єво-Козачанська сільська рада | 829       | 1918           | -                   | -                     | 4   |
| Довжицька сільська рада           | 2 227     | 1921           | -                   | -                     | 3   |
| Калиновецька сільська рада        | 1 248     | 1920           | -                   | 1                     | 3   |
| Лютівська сільська рада           | 792       | 1921           | -                   | -                     | 2   |
| Малорогозянська сільська рада     | 1 251     | 1924           | -                   | 1                     | 3   |
| Одноробівська Перша сільська рада | 1 354     | 1924           | -                   | 2                     | 2   |
| Одноробівська сільська рада       | 1 896     | 1926           | -                   | 2                     | 9   |
| Олександрівська сільська рада     | 2 177     | 1921           | -                   | 1                     | 4   |
| Писарівська сільська рада         | 1 946     | 1920           | -                   | -                     | 7   |
| Світличненська сільська рада      | 937       | 1920           | -                   | -                     | 5   |
| Удянська сільська рада            | 1 548     |                | -                   | -                     | 4   |
| Феськівська сільська рада         | 3 324     |                | -                   | 2                     | 5   |
| --------------------------------- | --------- | -------------- | ------------------- | --------------------- | --- |

## Населення
Розподіл населення за віком та статтю (2001):
| Стать | Всього | До 15 років | 15-24 | 25-44 | 45-64 | 65-85 | Понад 85 |
| --- | ------ | ----------- | ----- | ----- | ----- | ----- | -------- |
| Чоловіки | 15 490 | 2647        | 2181  | 4407  | 4132  | 2037  | 86       |
| Жінки | 18 559 | 2498        | 2136  | 4469  | 4910  | 4143  | 403      |
| \| Статево-вікова піраміда \| Статево-вікова піраміда \| Статево-вікова піраміда \| \| ----------------------- \| ----------------------- \| ----------------------- \| \| Чоловіки \| Вік \| Жінки \| \| 86 \| 85 + \| 403 \| \| 156 \| 80-84 \| 593 \| \| 422 \| 75-79 \| 1165 \| \| 778 \| 70-74 \| 1421 \| \| 681 \| 65-69 \| 964 \| \| 1248 \| 60-64 \| 1701 \| \| 627 \| 55-59 \| 834 \| \| 1057 \| 50-54 \| 1156 \| \| 1200 \| 45-49 \| 1219 \| \| 1208 \| 40-44 \| 1233 \| \| 1099 \| 35-39 \| 1108 \| \| 1072 \| 30-34 \| 1070 \| \| 1028 \| 25-29 \| 1058 \| \| 1061 \| 20-24 \| 994 \| \| 1120 \| 15-20 \| 1142 \| \| 1153 \| 10-14 \| 1111 \| \| 873 \| 5-9 \| 799 \| \| 621 \| 0-4 \| 588 \| |        |             |       |       |       |       |          |
| Статево-вікова піраміда |        |             |       |       |       |       |          |
| Чоловіки | Вік    | Жінки       |       |       |       |       |          |
| 86 | 85 +   | 403         |       |       |       |       |          |
| 156 | 80-84  | 593         |       |       |       |       |          |
| 422 | 75-79  | 1165        |       |       |       |       |          |
| 778 | 70-74  | 1421        |       |       |       |       |          |
| 681 | 65-69  | 964         |       |       |       |       |          |
| 1248 | 60-64  | 1701        |       |       |       |       |          |
| 627 | 55-59  | 834         |       |       |       |       |          |
| 1057 | 50-54  | 1156        |       |       |       |       |          |
| 1200 | 45-49  | 1219        |       |       |       |       |          |
| 1208 | 40-44  | 1233        |       |       |       |       |          |
| 1099 | 35-39  | 1108        |       |       |       |       |          |
| 1072 | 30-34  | 1070        |       |       |       |       |          |
| 1028 | 25-29  | 1058        |       |       |       |       |          |
| 1061 | 20-24  | 994         |       |       |       |       |          |
| 1120 | 15-20  | 1142        |       |       |       |       |          |
| 1153 | 10-14  | 1111        |       |       |       |       |          |
| 873 | 5-9    | 799         |       |       |       |       |          |
| 621 | 0-4    | 588         |       |       |       |       |          |

| Дата      | Все населення |
| 1.01.2009 | 28 798        |
| 1.01.2011 | 27 884        |
| --------- | ------------- |

За січень 2011 року народилося 26 чоловік, померло 65 чоловік. Одружилося 9 пар. Коефіцієнт народжуваності становить 11,1 (на тисячу мешканців), смертності — 27,6. Загальний приріст населення негативний — −16,5. Коефіцієнт одружень становить 3,8.
У районі негативний міграційний приріст. За січень 2011 року до району мігрувало 2 людини, в той же час виїхало 6 чоловік.

## Економіка

### Промисловість
Золочівський район має сільськогосподарську спрямованість, тому промисловість не дуже розвинута. В районі нараховується 4 промислових підприємства: ТОВ «Євротехпласт», ТОВ «Харчові технології», ЗАТ «Золочівський молокозавод», ДП «Івашківський спиртзавод». Причому перші три підприємства розташовані у Золочеві, а спиртзавод у селі Івашки.
У 2010 році промисловими підприємствами району вироблено продукції на 34 190,3 тис. грн. (у діючих цінах). Темпи зростання промислового виробництва до рівня 2009 року становлять 143,3 % (у порівняльних цінах).
Криза 2008—2009 років дуже негативно вплинула на промисловий розвиток району. Значна кількість потужностей підприємств простоювала.
Серед працюючих підприємств були ТОВ «Євротехпласт», яке в 2010 році виробило продукції на 33 270,9 тис. грн., що становить 155,6 % до рівня 2009 року. Це підприємство виробило понад 97 % всього об'єму району. ТОВ «Харчові технології» в 2010 році виробило продукції на 822,7 тис. грн., що становить 110,7 % до рівня 2009 року.
Серед непрацюючих підприємств опинилися такі великі підприємства, як ДП «Івашківський спиртзавод» та ЗАТ «Золочівський молокозавод».
На ДП «Івашківський спиртзавод» товарна продукція (спирт етиловий, дріжджі хлібопекарські) у 2010 році не вироблялась. Завод не працює з 18 грудня 2008 року. Зупинка виробництва на Івашківському спиртзаводі є головною причиною скорочення обсягів промислового виробництва, зменшення бюджетних надходжень, зниження темпів росту заробітної плати як по промисловості, так і в цілому по району.
ЗАТ «Золочівський молокозавод» не працює з травня 2009 року.
У 2010 році вироблено 2 074 тонн ПВХ-профілю, що на 26,1 % більше рівня минулого року, 17,8 тонн сушеної продукції (118,7 % до рівня минулого року); інші види промислової продукції (спирт етиловий, маргарин) у 2010 році не вироблялись.

### Сільське господарство
В сільськогосподарському виробництві зайняті 93 підприємства різних організаційно-правових форм та підпорядкування: 5 приватних підприємств, 18 господарських товариств, 67 фермерських господарств, 3 підприємства інших форм.
Виробництво зерна (у вазі після доробки) в господарствах усіх організаційно-правових форм (без населення) склало у 2010 році 36,85 тис. тонн, що на 67,6 тис. тонн або на 64,7 % менше, ніж у 2009 році. Середня урожайність зернових і зернобобових культур склало 21,0 ц/га, що на 11,8 ц/га менше, ніж у 2009 році. Найращі показники по урожайності показали ТОВ АФ «Агрокомплект» (51,0 ц/га), ФГ «Альфа» (27,2 ц/га), ТОВ «Козачанське» (26,7 ц/га), ТОВ «Перше травня» і ТОВ «Відродження» (26,0 ц/га).
Виробництво соняшнику (у вазі після доробки) в господарствах усіх організаційно-правових форм (без населення) склало у 2010 році 16,9 тис. тонн, що на 1,8 тис. тонн або на 11,7 % більше, ніж у 2009 році. Середня урожайність насіння соняшнику становить 17,3 ц/га, що на 4,7 ц/га менше, ніж у 2009 році. Найкращі показники по урожайності показали у ФГ «Альфа» (30,4 ц/га), ТОВ «Перше травня» (25,0 ц/га), ТОВ «Козачанське» (20,7 ц/га).
Виробництво цукрових буряків (у заліковій вазі) в господарствах усіх організаційно-правових форм (без населення) склало у 2010 році 27,35 тис. тонн, що на 12,4 тис. тонн або на 31,1 % менше, ніж у 2009 році. Середня урожайність коренів становить 96,4 ц/га, що на 134,0 ц/га менше, ніж у 2009 році. Найкращі показники по урожайності показали у ТОВ «Перше травня» (201,1 ц/га).
Також у 2010 році вирощено овочів 9,7 тис. тонн (57,6 % до 2009 року) та 6,6 тис. тонн картоплі (28,4 % до 2009 року). Надої молока у 2010 році склали 5,793 тис. тонн (78,9 % до 2009 року). Отримано м'яса (до реалізації) 400 тонн (112,9 % до рівня 2009 року) та яєць — 17,1 тис. штук (27,7 % до рівня 2009 року).
Поголів'я великої рогатої худоби станом на 01 січня 2011 р. становить 5 834 гол., протягом 2010 року воно зменшилось на 471 гол. або на 7,5 %. Поголів'я корів — 2 516 гол., протягом року воно зменшилось на 102 гол. або на 3,9 %. Поголів'я свиней зросло на 706 гол. або на 9,2 % і склало 8 415 гол.

### Капітальне будівництво
Програмою капітального будівництва на 2010 рік було передбачено освоїти 15 210,0 тис. грн. капіталовкладень, фактично освоєно 8 176,1 тис. грн., річна програма виконана на 53,7 %. Порівняно з обсягами 2009 року (11 026,4 тис. грн.) виконання зменшилось на 25,8 %.
Завершено будівництво 6 житлових будинків загальною площею 452 м². Станом на 1 січня 2011 року газифіковано 33 населених пункти, 11 загальноосвітніх шкіл, 6 дитячих дошкільних закладів, дитячий будинок змішаного типу, 57,0 % квартир і домоволодінь (7 145 із 12 535).
В районі функціонують 3 будівельних організації.

### Фінансове становище
Протягом 2010 року територіальні надходження до бюджетів усіх рівнів склали 21 078,0 тис. грн., що на 7 212,8 тис. грн. або на 25,5 % менше рівня 2009 року (28 290,9 тис. грн.). Планове завдання по надходженнях до бюджетів усіх рівнів виконане на 105,7 %, надходження на 1 138,9 тис. грн. більші, ніж було передбачено завданням (19 939,1 тис. грн.).
Заборгованість з виплати заробітної плати станом на 1 січня 2011 р. становить 138,6 тис. грн. Середня заробітна плата одного штатного працівника у грудні 2010 року склала 1633 гривень, ріст порівняно з груднем 2009 року склав 211 гривень або 12,9 %. Рівень безробіття станом на 1 січня 2011 року — 3,44 % порівняно з 3,21 % рік тому.
В районі працюють 4 банківських установи (усі в районному центрі): Відділення: ПриватБанку, АБ «Аваль», Мегабанку та Ощадбанку.

### Зовнішньоекономічна діяльність
Обсяги зовнішньоекономічної діяльності склали 868,8 тис. грн., у тому числі: експорту — 851,5 тис. грн., імпорту 17,3 тис. грн. Порівняно з відповідним періодом 2009 року загальні обсяги ЗЕД зменшились на 73,2 %, обсяги експорту зменшились на 55,0 %, обсяги імпорту зменшились на 98,7 %. Експортними операціями займалось ТОВ «Альянс С» і ТОВ «Караван», імпортними операціями — ТОВ «Касандра». Прямі іноземні інвестиції в економіку району не надходили.

### Підприємницька діяльність
Станом на 1 січня 2011 року в районі нараховується 116 малих підприємств та 1 293 підприємці-фізичні особи. Протягом 2010 року державну реєстрацію пройшли 8 малих підприємств та 141 підприємець-фізична особа, скасували діяльність 3 СПД-ЮО і 62 ФОП. У сфері малого та середнього підприємництва зайнято близько 2,8 тис. осіб, що становить 18,7 % працездатного населення району.
В районі нараховується 136 магазинів та 38 кіосків. Крім того є 97 закладів ресторанного господарства. У районі є один ринок у районному центрі та торговельний майданчик у селі Одноробівка.

### Транспорт

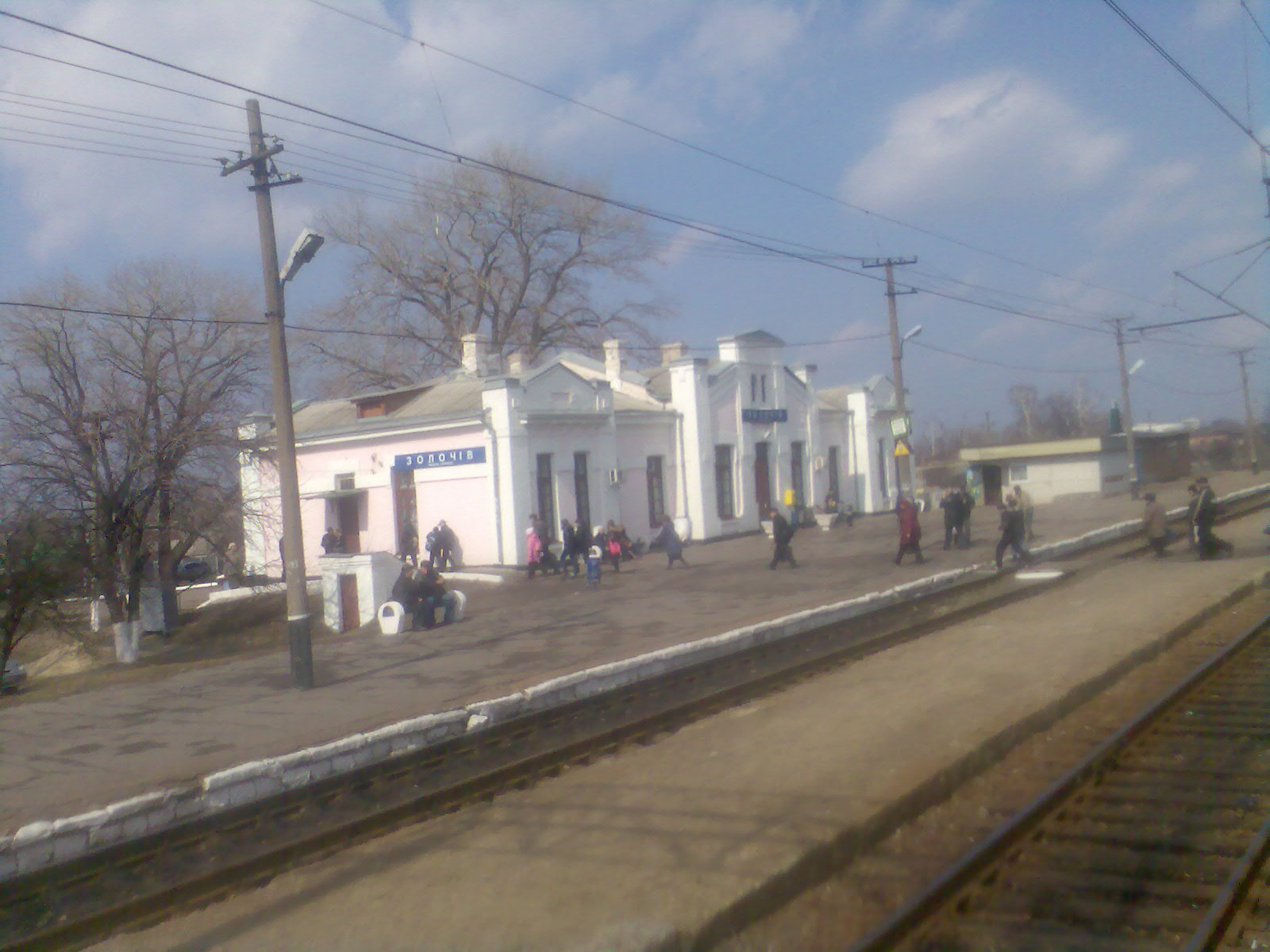
Залізнична станція «Золочів»

У районі присутній залізничний і автомобільний транспорт.
Через район проходить автомобільна дорога місцевого значення Т 2103 (Харків-Мала Данилівка-Дергачі-Золочів-Олександрівка-кордон з Росією). Більшість населених пунктів району пов'язано автобусним сполученням з Золочевим, а деякі й з Харковом. Втім слабка розвинутість автомобільних доріг призводить до того, що деякі населені пункти зовсім на мають автобусного сполучення.
Також через територію району проходить електрифікована залізнична гілка лінії Харків-Готня Південної залізниці. Ходять лише потяги місцевого значення (в тому числі електропотяги).
Найближчий аеропорт — Міжнародний аеропорт «Харків». Водний вид транспорту відсутній.

### Партнерські стосунки
Золочівський район підтримує й розвиває партнерські зв'язки з Грайворонським та Борисівським районами Бєлгородської області, Кобеляцьким районом Полтавської області, Тростянецьким районом Сумської області, Коломацьким та Красноградським районами Харківської області.
Побратимом району є — Обоянський район Курської області, Росія

## Культура

### ЗМІ
Районні ЗМІ представлені газетою «Зоря» та районним радіо.
У 2014 році у Золочеві створено газету селищної ради «Рідний Золочів».

## Освіта
У 2009–2010 навчальному році в районі діяли 31 навчально-освітній заклад, у тому числі: 1 загальноосвітня школа І ступеню, 3 загальноосвітніх школи І-ІІ ступенів, 14 загальноосвітніх шкіл І-ІІІ ступенів, гімназія, вечірня (змінна) школа. У них навчалося 2 562 учня. В навчально-виховних закладах працює 433 педагогічних працівників.
Крім того, в районі діяло 11 дошкільних навчальних закладів (575 дітей). Функціонують два позашкільні заклади: будинок дитячої та юнацької творчості (58 гуртків) та дитячо-юнацька спортивна школа (41 секція), позашкільними закладами охоплено 1 139 дітей.
У 2006 році в районі відкрито дитячий будинок змішаного типу. У цьому закладі зараз виховується 49 дітей-сиріт, дітей батьків, позбавлених батьківських прав та дітей із соціально неспроможних сімей.
У районі діє професійний аграрний ліцей у селі Одноробівка, в якому працює 19 педагогів та майстрів, навчається 95 осіб.
Працює оздоровчий табір «Берізка», в якому щорічно відпочиває близько 500 учнів.

## Релігія
На території району зареєстровано 7 релігійних громад:
- Свято-Вознесенська, Української православної церкви;
- Свято-Покровська, Української православної церкви (с. Писарівка);
- Свято-Успенська, Української православної церкви;
- Свято-Покровська, Української православної церкви (с. Карасівка);
- Євангельські християни-баптисти (смт. Золочів);
- Євангельські християни-баптисти (с. Лютівка);
- Євангельські християни-баптисти (с. Цапівка).

## Пам'ятки
У Золочівському районі Харківської області на обліку перебуває 55 пам'яток історії.
У Золочівському районі Харківської області на обліку перебуває 51 пам'ятка археології.

## Відомі земляки
- Григо́рій Са́вич Сковорода́  (* 22 листопада (3 грудня) 1722, Чорнухи, Лубенський полк — † 29 жовтня (9 листопада) 1794, Іванівка, Харківщина) — український просвітитель-гуманіст, філософ, поет, педагог.
- Павло́ Хрущо́в (1849–1909) — професор Харківського університету. У 1897 р. він відтворив «логічне піаніно» — машину, винайдену в 1870 р. англійським ученим математиком Вільямом Стенлі Джевонсом (1835–1882).
- Ти́мченко Йо́сип Андрі́йович (1852–1924) — український механік-винахідник, фактично — першовідкривач кіно.
- Олекса́ндр Єлисе́йович І́льченко (*4 червня 1909, Харків — †16 вересня 1994, Київ) — український письменник, сценарист.
- І́льченко Дани́ло Іва́нович (25 грудня 1894, Золочів — 13 квітня 1977, Москва) — радянський актор, виконував ролі уїдливих стариків і селян. Заслужений артист РСФСР (1951).
- Автомонов Павло Федорович — відомий український письменник і журналіст, учасник Другої Світової війни.
- Онуфрієнко Юрій Іванович — відомий космонавт.

## Політика
25 травня 2014 року відбулися Президентські вибори України. У межах Золочівського району було створено 30 виборчих дільниць. Явка на виборах складала — 46,92 % (проголосували 11 186 із 23 839 виборців). Найбільшу кількість голосів отримав Михайло Добкін — 33,82 % (3 783 виборців); Петро Порошенко — 27,78 % (3 108 виборців), Юлія Тимошенко — 12,09 % (1 352 виборців), Сергій Тігіпко — 7,88 % (882 виборців), Олег Ляшко — 3,58 % (401 виборців). Решта кандидатів набрали меншу кількість голосів. Кількість недійсних або зіпсованих бюлетенів — 2,04 %.